# Coupe du monde d'escrime 2024-2025
Navigation
Édition précédente
La Coupe du monde d'escrime 2024-2025 est la 54e édition de la coupe du monde d'escrime, compétition d'escrime organisée annuellement par la Fédération internationale d'escrime. Elle débute le 7 novembre 2024 à Oran et s'achève le 30 juillet 2025 au terme des championnats du monde. Le calendrier officiel comporte huit compétitions (cinq tournois de catégorie A et trois Grands Prix) par arme, en plus des championnats de zone et du monde.

## Distribution des points

### Individuel
Les compétitions du calendrier se divisent en cinq catégories. Toutes rapportent des points comptant pour la coupe du monde selon un coefficient préétabli : coefficient 1 pour les épreuves de coupe du monde et championnats de zone, coefficient 1,5 pour les grands prix, coefficient 2,5 pour les championnats du monde et coefficient 3 pour les Jeux Olympiques. Les tournois satellite, destinés à familiariser de jeunes tireurs avec les compétitions internationales, rapportent peu de points.
Pour calculer le classement d'un escrimeur, seuls comptent les cinq meilleurs totaux de points obtenus au cours des épreuves de coupe du monde, Grand Prix ou satellites, ainsi que les championnats du monde et de zone et Jeux olympiques.
| Rang                                 | 1er | 2e | 3e | 5e à 8e | 9e à 16e | 17e à 32e | 33e à 64e | 65e à 96e | 97e à 128e | 129e à 256e |
| ------------------------------------ | --- | -- | -- | ------- | -------- | --------- | --------- | --------- | ---------- | ----------- |
| Satellite                            | 4   | 3  | 2  | 1       | 0        | 0         | 0         | 0         | 0          | 0           |
| Coupe du monde                       | 32  | 26 | 20 | 14      | 8        | 4         | 2         | 1         | 0,5        | 0,25        |
| Championnats continentaux Grand Prix | 48  | 39 | 30 | 21      | 12       | 6         | 3         | 1,5       | 0,75       | 0,375       |
| Championnats du monde                | 80  | 65 | 50 | 35      | 20       | 10        | 5         | 2,5       | 1,25       | 0,625       |
| Jeux Olympiques                      | 96  | 78 | 60 | 42      | 24       | 12        | 6         | 3         | 1,5        | 0,75        |

### Par équipes
Le partage des points est le même pour toutes les compétitions par équipes, sauf pour les championnats du monde qui rapportent le double.
Pour calculer le classement d'une équipe, seuls comptent les quatre meilleurs résultats des épreuves de coupe du monde, ainsi que ceux des championnats du monde ou des Jeux Olympiques et les résultats des championnats de zone.
| Rang                                     | 1er | 2e  | 3e | 4e | 5e | 6e | 7e | 8e | 9e | 10e | 11e | 12e | 13e | 14e | 15e | 16e | 17e à 32e |
| ---------------------------------------- | --- | --- | -- | -- | -- | -- | -- | -- | -- | --- | --- | --- | --- | --- | --- | --- | --------- |
| Championnats continentaux Coupe du monde | 64  | 52  | 40 | 36 | 32 | 30 | 28 | 26 | 25 | 24  | 23  | 22  | 21  | 20  | 19  | 18  | 8         |
| Championnats du monde                    | 128 | 104 | 80 | 72 | 64 | 60 | 56 | 52 | 50 | 48  | 46  | 44  | 42  | 40  | 38  | 36  | 16        |

## Faits notoires

### Changements de numéros 1 mondiaux
Épée messieurs : 
|             | 2024 2025 |         |             |           |              |               |             |             |              |               |               |   |
|             | ◀         | • Berne | • Vancouver | • GP Doha | • Heidenheim | • GP Budapest | • Marrakech | • GP Bogota | • Saint-Maur | • Ch. de Zone | • CM Tbilissi | ▶ |
| Individuel  | Kanō      |         |             |           |              |               |             |             |              |               |               |   |
| Par équipes | France    | France  |             |           |              |               |             |             |              |               |               |   |

Épée dames : 
|             | 2024 2025 |            |             |           |             |               |             |             |        |               |               |   |
|             | ◀         | • Fujaïrah | • Vancouver | • GP Doha | • Barcelone | • GP Budapest | • Marrakech | • GP Bogota | • Wuxi | • Ch. de Zone | • CM Tbilissi | ▶ |
| Individuel  | Kong      |            |             |           |             |               |             |             |        |               |               |   |
| Par équipes | Italie    |            |             |           |             |               |             |             |        |               |               |   |

Fleuret messieurs : 
|             | 2024 2025 |         |            |         |            |            |           |                    |               |               |               |   |
|             | ◀'        | • Tunis | • Takasaki | • Paris | • GP Turin | • Le Caire | • GP Lima | • Playa del Carmen | • GP Shanghai | • Ch. de Zone | • CM Tbilissi | ▶ |
| Individuel  | Cheung    |         |            |         |            |            |           |                    |               |               |               |   |
| Par équipes | Japon     |         |            |         |            |            |           |                    |               |               |               |   |

Fleuret dames : 
|             | 2024 2025 |         |         |             |            |            |           |                    |               |               |               |   |
|             | ◀         | • Tunis | • Busan | • Hong Kong | • GP Turin | • Le Caire | • GP Lima | • Playa del Carmen | • GP Shanghai | • Ch. de Zone | • CM Tbilissi | ▶ |
| Individuel  | Kiefer    |         |         |             |            |            |           |                    |               |               |               |   |
| Par équipes | Italie    |         |         |             |            |            |           |                    |               |               |               |   |

Sabre messieurs : 
|             | 2024 2025    |        |              |            |           |          |            |            |          |               |               |   |
|             | ◀            | • Oran | • GP Orléans | • GP Tunis | • Plovdiv | • Padoue | • Budapest | • GP Séoul | • Madrid | • Ch. de Zone | • CM Tbilissi | ▶ |
| Individuel  | Oh Sang-uk   |        |              |            |           |          |            |            |          |               |               |   |
| Par équipes | Corée du Sud |        |              |            |           |          |            |            |          |               |               |   |

Sabre dames : 
|             | 2024 2025 |        |              |            |           |             |            |            |        |               |               |   |
|             | ◀         | • Oran | • GP Orléans | • GP Tunis | • Plovdiv | • Heraklion | • Le Caire | • GP Séoul | • Lima | • Ch. de Zone | • CM Tbilissi | ▶ |
| Individuel  | Balzer    | Balzer |              |            |           |             |            |            |        |               |               |   |
| Par équipes | France    |        |              |            |           |             |            |            |        |               |               |   |

## Calendrier
| Légende | Abrégé | Catégorie            |
|         | ChM    | Championnat du monde |
|         | ChZ    | Championnat de zone  |
|         | GP     | Grand Prix           |
|         | CoM    | Coupe du monde       |
|         | Sat.   | Tournoi satellite    |

### Dames

#### Circuit principal
| Date       | Nom et lieu du tournoi                     | Cat. | Arme    | Type    | Vainqueur                                                                      | Finaliste                                                                            | Troisièmes                                                                                   | T      |
| ---------- | ------------------------------------------ | ---- | ------- | ------- | ------------------------------------------------------------------------------ | ------------------------------------------------------------------------------------ | -------------------------------------------------------------------------------------------- | ------ |
| 08/11/25   | Coupe du monde, Oran                       | CoM  | Sabre   | Indiv.  | Jeon Ha-young                                                                  | Lucía Martín-Portugués                                                               | Sugár Katinka Battai Julia Walczyk-Klimaszyk                                                 | [ 3 ]  |
| 08/11/25   | Coupe du monde, Oran                       | CoM  | Sabre   | Par éq. | Hongrie- Sugár Katinka Battai - Renáta Katona - Liza Pusztai - Luca Szűcs      | Pologne- Zuzanna Cieślar - Zuzana Lenkiewicz - Sylwia Matuszak - Daria Skonieczna    | Corée du Sud- Choi Se-bin - Jeon Ha-young - Seo Ji-yeon - Soyeon Yun                         | [ 4 ]  |
| 08/11/25   | Coupe du monde, Fujaïrah                   | CoM  | Épée    | Indiv.  | Sara Maria Kowalczyk (it)                                                      | Giulia Rizzi                                                                         | Irina Embrich Lauren Rembi                                                                   | [ 5 ]  |
| 08/11/25   | Coupe du monde, Fujaïrah                   | CoM  | Épée    | Par éq. | Estonie- Nelli Differt - Irina Embrich - Julia Beljajeva - Katrina Lehis       | Italie- Allessadra Bozza - Federica Isola - Lucrezia Paulis - Gaia Traditi           | États-Unis- Hadley Husisian - Charlene Kai Yan Liu - Catherine Nixon - Tierna Oxenreider     | [ 6 ]  |
| 21/11/24   | Coupe Peter Bakonyi, Vancouver             | CoM  | Épée    | Indiv.  | Song Se-ra                                                                     | Katrina Lehis                                                                        | Nelli Differt Celia Pérez Cuenca                                                             | [ 7 ]  |
| 21/11/24   | Coupe Peter Bakonyi, Vancouver             | CoM  | Épée    | Par éq. | Corée du Sud- Kim Hyangeun - Lee Hye-in - Lim Tae-hee - Song Se-ra             | Ukraine- Dzhoan Feybi Bezhura - Vlada Kharkova - Olena Kryvytska - Darja Varfolomeev | France- Alexandra Louis-Marie - Lauren Rembi - Jade Sersot - Diane Von Kerssenbrock          | [ 8 ]  |
| 21/11/24   | Coupe du monde, Tunis                      | CoM  | Fleuret | Indiv.  | Martina Favaretto                                                              | Arianna Errigo                                                                       | Eleanor Harvey Julia Walczyk-Klimaszyk                                                       | [ 9 ]  |
| 21/11/24   | Coupe du monde, Tunis                      | CoM  | Fleuret | Par éq. | Japon- Sera Azuma - Karin Miyawaki - Sumire Tsuji - Yūka Ueno                  | Ukraine- Kateryna Budenko - Dariia Myroniuk - Alina Poloziuk - Olha Sopit            | Corée du Sud- Hong Se-na - Lee Se-joo - Mo Byeoli - Park Ji-hee                              | [ 10 ] |
| 05/12/24   | Trophée Nuoma, Orléans                     | GP   | Sabre   | Indiv.  | Jeon Ha-young                                                                  | Theodóra Gkountoúra                                                                  | Déspina Georgiádou Yoana Ilieva                                                              | [ 11 ] |
| 05/12/24   | Coupe du monde, Busan                      | CoM  | Fleuret | Indiv.  | Elena Tangherlini                                                              | Eleanor Harvey                                                                       | Anna Cristino Yūka Ueno                                                                      | [ 12 ] |
| 05/12/24   | Coupe du monde, Busan                      | CoM  | Fleuret | Par éq. | Italie- Anna Cristino - Arianna Errigo - Martina Favaretto - Elena Tangherlini | États-Unis- Dephine Devore - Lee Kiefer - Zander Rhodes - Lauren Scruggs             | France- Anita Blaze - Constance Catarzi - Éva Lacheray - Pauline Ranvier                     | [ 13 ] |
| 12/01/25   | Grand Prix, Tunis                          | GP   | Sabre   | Indiv.  | Misaki Emura                                                                   | Michela Battiston                                                                    | Yoana Ilieva Sarah Noutcha                                                                   | [ 14 ] |
| 10/01/25   | Coupe du monde, Hong Kong                  | CoM  | Fleuret | Indiv.  | Jaelyn Liu                                                                     | Martina Sinigalia                                                                    | Martina Batini Yūka Ueno                                                                     | [ 15 ] |
| 10/01/25   | Coupe du monde, Hong Kong                  | CoM  | Fleuret | Par éq. | Italie- Anna Cristino - Arianna Errigo - Martina Favaretto - Elena Tangherlini | États-Unis- Dephine Devore - Lee Kiefer - Lauren Scruggs - Maia Weintraub            | France- Anita Blaze - Constance Catarzi - Éva Lacheray - Pauline Ranvier                     | [ 16 ] |
| 23/01/25   | Coupe du monde, Plovdiv                    | CoM  | Sabre   | Indiv.  | Yoana Ilieva                                                                   | Chiara Mormile                                                                       | Déspina Georgiádou Lucía Martín-Portugués                                                    | [ 17 ] |
| 23/01/25   | Coupe du monde, Plovdiv                    | CoM  | Sabre   | Par éq. | Japon- Misaki Emura - Kokona Kikuchi - Seri Ozaki - Jumi Wakita                | Hongrie- Sugár Katinka Battai - Renáta Katona - Liza Pusztai - Luca Szűcs            | France- Sara Balzer - Sarah Noutcha - Toscane Tori - Malina Vongsavady                       | [ 18 ] |
| 24/01/25   | Grand Prix du Qatar, Doha                  | GP   | Épée    | Indiv.  | Hsieh Sin Yan                                                                  | Nelli Differt                                                                        | Dzhoan Feybi Bezhura Lucrezia Paulis                                                         | [ 19 ] |
| 07/02/2025 | Grand Prix, Turin                          | GP   | Fleuret | Indiv.  | Martina Favaretto                                                              | Eleanor Harvey                                                                       | Anna Cristino Arianna Errigo                                                                 | [ 20 ] |
| 07/02/25   | Ville de Barcelone, Barcelone              | CoM  | Épée    | Indiv.  | Eszter Muhari                                                                  | Song Se-ra                                                                           | Rossella Fiamingo Lucrezia Paulis                                                            | [ 21 ] |
| 07/02/25   | Ville de Barcelone, Barcelone              | CoM  | Épée    | Par éq. | Italie- Federica Isola - Sara Maria Kowalczyk - Roberta Marzani - Giulia Rizzi | Chine- Qu Xiaoxaio - Tang Junyao - Xu Nuo - Yu Sihan                                 | Corée du Sud- Kim Hyangeun - Lee Hye-in - Lim Tae-hee - Song Se-ra                           | [ 22 ] |
| 06/03/25   | Coupe du monde, Le Caire                   | CoM  | Fleuret | Indiv.  | Eleanor Harvey                                                                 | Martina Batini                                                                       | Martina Favaretto Éva Lacheray                                                               | [ 23 ] |
| 06/03/25   | Coupe du monde, Le Caire                   | CoM  | Fleuret | Par éq. | Italie- Arianna Errigo - Martina Favaretto - Elena Tangherlini - Alice Volpi   | États-Unis- Mikayla Chusid - Lee Kiefer - Jaelyn Liu - Katerina Lung                 | France- Anita Blaze - Morgane Patru - Éva Lacheray - Pauline Ranvier                         | [ 24 ] |
| 07/03/25   | Coupe Akropolis, Héraklion                 | CoM  | Sabre   | Indiv.  | Misaki Emura                                                                   | Yoana Ilieva                                                                         | Sugár Katinka Battai Sarah Noutcha                                                           | [ 25 ] |
| 07/03/25   | Coupe Akropolis, Héraklion                 | CoM  | Sabre   | Par éq. | Chine- Fu Ying - Pan Qimiao - Rao Xueyi - Zhang Xinyi                          | France- Mathilde Mouroux - Sarah Noutcha - Caroline Quéroli - Malina Vongsavady      | Corée du Sud- Sebin Choi - Jeon Ha-young - Jiyeon Seo - Kim Jeong-mi                         | [ 26 ] |
| 14/03/25   | Grand Prix Westend, Budapest               | GP   | Épée    | Indiv.  | Anna Maksymenko                                                                | Giulia Rizzi                                                                         | Leonora Mackinnon Song Se-ra                                                                 | [ 27 ] |
| 21/03/2025 | Grand Prix, Lima                           | GP   | Fleuret | Indiv.  | Komaki Kikuchi                                                                 | Anna Cristino                                                                        | Martina Favaretto Lee Kiefer                                                                 | [ 28 ] |
| 27/03/25   | Coupe du monde, Marrakech                  | CoM  | Épée    | Indiv.  | Eszter Muhari                                                                  | Aizanat Murtazaeva                                                                   | Hadley Husisian Katrina Lehis                                                                | [ 29 ] |
| 27/03/25   | Coupe du monde, Marrakech                  | CoM  | Épée    | Par éq. | Chine- Mo Wanlin - Tang Junyao - Shi Yuexin - Yu Sihan                         | Estonie- Nelli Differt - Irina Embrich - Julia Beljajeva - Katrina Lehis             | France- Marie-Florence Candassamy - Lauren Rembi - Éloïse Vanryssel - Diane Von Kerssenbrock | [ 30 ] |
| 28/03/25   | Coupe du monde, Le Caire                   | CoM  | Sabre   | Indiv.  | Déspina Georgiádou                                                             | Sarah Noutcha                                                                        | Misaki Emura Yoana Ilieva                                                                    | [ 31 ] |
| 28/03/25   | Coupe du monde, Le Caire                   | CoM  | Sabre   | Par éq. | France- Amalia Aime - Sarah Noutcha - Toscane Tori - Malina Vongsavady         | Hongrie- Sugár Katinka Battai - Renáta Katona - Liza Pusztai - Luca Szűcs            | Corée du Sud- Choi Se-bin - Jeon Ha-young - Seo Ji-yeon - Kim Jeongmi                        | [ 32 ] |
| 01/05/25   | Coupe du monde, Vancouver                  | CoM  | Fleuret | Indiv.  | Martina Favaretto                                                              | Lee Kiefer                                                                           | Arianna Errigo Eleanor Harvey                                                                | [ 33 ] |
| 01/05/25   | Coupe du monde, Vancouver                  | CoM  | Fleuret | Par éq. | Italie- Anna Cristino - Arianna Errigo - Martina Favaretto - Elena Tangherlini | États-Unis- Mikayla Chusid - Lee Kiefer - Jaelyn Liu - Katerina Lung                 | Japon- Sera Azuma - Komaki Kikuchi - Karin Miyawaki - Sumire Tsuji                           | [ 34 ] |
| 02/05/25   | Grand Prix, Séoul                          | GP   | Sabre   | Indiv.  | Jeon Ha-young                                                                  | Kim Jeongmi                                                                          | Sarah Noutcha Yoana Ilieva                                                                   | [ 35 ] |
| 09/05/25   | Grand Prix, Bogota                         | GP   | Épée    | Indiv.  | Giulia Rizzi                                                                   | Hadley Husisian                                                                      | Katrina Lehis Catherine Nixon                                                                | [ 36 ] |
| 16/05/25   | Grand Prix, Shanghai                       | GP   | Fleuret | Indiv.  | Martina Favaretto                                                              | Lee Kiefer                                                                           | Arianna Errigo Martina Batini                                                                | [ 37 ] |
| 23/05/25   | Coupe du monde, Lima                       | CoM  | Sabre   | Indiv.  | Misaki Emura                                                                   | Araceli Navarro                                                                      | Nisanur Erbil Luca Szűcs                                                                     | [ 38 ] |
| 23/05/25   | Coupe du monde, Lima                       | CoM  | Sabre   | Par éq. | France- Sara Balzer - Sarah Noutcha - Toscane Tori - Faustine Clapier          | Japon- Misaki Emura - Yuina Kaneko - Kokona Kikuchi - Seri Ozaki                     | Hongrie- Sugár Katinka Battai - Renáta Katona - Liza Pusztai - Luca Szűcs                    | [ 39 ] |
| 23/05/25   | Coupe du monde, Wuxi                       | CoM  | Épée    | Indiv.  | Alexandra Louis-Marie                                                          | Song Se-ra                                                                           | Vlada Kharkova Xu Nuo                                                                        | [ 40 ] |
| 23/05/25   | Coupe du monde, Wuxi                       | CoM  | Épée    | Par éq. | Pologne- Barbara Brych - Alicja Klasik - Magdalena Pawlowska - Kinga Zgryzniak | Italie- Rossella Fiamingo - Lucrezia Paulis - Giulia Rizzi - Alberta Santuccio       | États-Unis- Hadley Husisian - Leehi Machulsky - Catherine Nixon - Tierna Oxenreider          | [ 41 ] |
| 14/06/25   | Championnats d'Europe, Gênes               | ChZ  | Épée    | Indiv.  |                                                                                |                                                                                      |                                                                                              |        |
| 14/06/25   | Championnats d'Europe, Gênes               | ChZ  | Épée    | Par éq. |                                                                                |                                                                                      |                                                                                              |        |
| 14/06/25   | Championnats d'Europe, Gênes               | ChZ  | Fleuret | Indiv.  |                                                                                |                                                                                      |                                                                                              |        |
| 14/06/25   | Championnats d'Europe, Gênes               | ChZ  | Fleuret | Par éq. |                                                                                |                                                                                      |                                                                                              |        |
| 14/06/25   | Championnats d'Europe, Gênes               | ChZ  | Sabre   | Indiv.  |                                                                                |                                                                                      |                                                                                              |        |
| 14/06/25   | Championnats d'Europe, Gênes               | ChZ  | Sabre   | Par éq. |                                                                                |                                                                                      |                                                                                              |        |
| 17/06/25   | Championnats d'Asie, Bali                  | ChZ  | Épée    | Indiv.  |                                                                                |                                                                                      |                                                                                              |        |
| 17/06/25   | Championnats d'Asie, Bali                  | ChZ  | Épée    | Par éq. |                                                                                |                                                                                      |                                                                                              |        |
| 17/06/25   | Championnats d'Asie, Bali                  | ChZ  | Fleuret | Indiv.  |                                                                                |                                                                                      |                                                                                              |        |
| 17/06/25   | Championnats d'Asie, Bali                  | ChZ  | Fleuret | Par éq. |                                                                                |                                                                                      |                                                                                              |        |
| 17/06/25   | Championnats d'Asie, Bali                  | ChZ  | Sabre   | Indiv.  |                                                                                |                                                                                      |                                                                                              |        |
| 17/06/25   | Championnats d'Asie, Bali                  | ChZ  | Sabre   | Par éq. |                                                                                |                                                                                      |                                                                                              |        |
| 25/06/25   | Championnats d'Afrique, Lagos              | ChZ  | Épée    | Indiv.  |                                                                                |                                                                                      |                                                                                              |        |
| 25/06/25   | Championnats d'Afrique, Lagos              | ChZ  | Épée    | Par éq. |                                                                                |                                                                                      |                                                                                              |        |
| 25/06/25   | Championnats d'Afrique, Lagos              | ChZ  | Fleuret | Indiv.  |                                                                                |                                                                                      |                                                                                              |        |
| 25/06/25   | Championnats d'Afrique, Lagos              | ChZ  | Fleuret | Par éq. |                                                                                |                                                                                      |                                                                                              |        |
| 25/06/25   | Championnats d'Afrique, Lagos              | ChZ  | Sabre   | Indiv.  |                                                                                |                                                                                      |                                                                                              |        |
| 25/06/25   | Championnats d'Afrique, Lagos              | ChZ  | Sabre   | Par éq. |                                                                                |                                                                                      |                                                                                              |        |
| 24/06/25   | Championnats panaméricains, Rio de Janeiro | ChZ  | Épée    | Indiv.  |                                                                                |                                                                                      |                                                                                              |        |
| 24/06/25   | Championnats panaméricains, Rio de Janeiro | ChZ  | Épée    | Par éq. |                                                                                |                                                                                      |                                                                                              |        |
| 24/06/25   | Championnats panaméricains, Rio de Janeiro | ChZ  | Fleuret | Indiv.  |                                                                                |                                                                                      |                                                                                              |        |
| 24/06/25   | Championnats panaméricains, Rio de Janeiro | ChZ  | Fleuret | Par éq. |                                                                                |                                                                                      |                                                                                              |        |
| 24/06/25   | Championnats panaméricains, Rio de Janeiro | ChZ  | Sabre   | Indiv.  |                                                                                |                                                                                      |                                                                                              |        |
| 24/06/25   | Championnats panaméricains, Rio de Janeiro | ChZ  | Sabre   | Par éq. |                                                                                |                                                                                      |                                                                                              |        |
| 22/07/25   | Championnats du monde, Tbilissi            | ChM  | Épée    | Indiv.  |                                                                                |                                                                                      |                                                                                              |        |
| 22/07/25   | Championnats du monde, Tbilissi            | ChM  | Épée    | Par éq. |                                                                                |                                                                                      |                                                                                              |        |
| 22/07/25   | Championnats du monde, Tbilissi            | ChM  | Fleuret | Indiv.  |                                                                                |                                                                                      |                                                                                              |        |
| 22/07/25   | Championnats du monde, Tbilissi            | ChM  | Fleuret | Par éq. |                                                                                |                                                                                      |                                                                                              |        |
| 22/07/25   | Championnats du monde, Tbilissi            | ChM  | Sabre   | Indiv.  |                                                                                |                                                                                      |                                                                                              |        |
| 22/07/25   | Championnats du monde, Tbilissi            | ChM  | Sabre   | Par éq. |                                                                                |                                                                                      |                                                                                              |        |

### Messieurs

#### Circuit principal
| Date     | Nom et lieu du tournoi                      | Cat. | Arme    | Type    | Vainqueur                                                                            | Finaliste                                                                           | Troisièmes                                                                         | T      |
| -------- | ------------------------------------------- | ---- | ------- | ------- | ------------------------------------------------------------------------------------ | ----------------------------------------------------------------------------------- | ---------------------------------------------------------------------------------- | ------ |
| 07/11/24 | Coupe du Monde, Oran                        | CoM  | Sabre   | Indiv.  | Sébastien Patrice                                                                    | Radu Nitu                                                                           | Santiago Madrigal Park Sang-won                                                    | [ 42 ] |
| 07/11/24 | Coupe du Monde, Oran                        | CoM  | Sabre   | Par éq. | Corée du Sud- Do Gyeong-dong - Ha Han-sol - Lim Jaeyonn - Park Sang-won              | Iran- Farzad Baher Aresbaran - Mohammad Fotouhi - Ali Pakdaman - Nima Zahedi        | Italie- Dario Cavaliere - Michele Gallo - Mateo Neri - Pietro Torre                | [ 43 ] |
| 08/11/24 | Coupe du monde, Berne                       | CoM  | Épée    | Indiv.  | Máté Koch                                                                            | Giacomo Paolini                                                                     | Matteo Galassi Xinkun Zhang                                                        | [ 44 ] |
| 08/11/24 | Coupe du monde, Berne                       | CoM  | Épée    | Par éq. | Hongrie- Tibor Andrásfi - Zsombor Keszthelyi - Máté Koch - Gergely Siklósi           | Japon- Kōki Kanō - Ryū Matsumoto - Kazuyasu Minobe - Masaru Yamada                  | France- Alexandre Bardenet - Gaétan Billa - Yannick Borel - Romain Cannone         | [ 45 ] |
| 22/11/24 | Coupe du monde, Tunis                       | CoM  | Fleuret | Indiv.  | Alexander Massialas                                                                  | Bryce Louie                                                                         | Alexander Choupenitch Mohamed Hamza                                                | [ 46 ] |
| 22/11/24 | Coupe du monde, Tunis                       | CoM  | Fleuret | Par éq. | Italie- Guillaume Bianchi - Alessio Foconi - Giulio Lombardi - Filippo Macchi        | États-Unis- Chase Emmer (es) - Nick Itkin - Bryce Louie - Alexander Massialas       | France- Pierre Loisel - Maxime Pauty - Rafaël Savin - Alexandre Sido               | [ 47 ] |
| 22/11/24 | Coupe Peter Bakonyi, Vancouver              | CoM  | Épée    | Indiv.  | Yuval Freilich                                                                       | Eugeni Gavaldà (es)                                                                 | Dylan French (en) Ho Wai Hang                                                      | [ 48 ] |
| 22/11/24 | Coupe Peter Bakonyi, Vancouver              | CoM  | Épée    | Par éq. | Hongrie- Tibor Andrásfi - Zsombor Keszthelyi - Máté Koch - Gergely Kovacs            | Japon- Kōki Kanō - Akira Komata - Ryū Matsumoto - Masaru Yamada                     | Kazakhstan- Elmir Alimzhanov - Ruslan Kurbanov - Yerlik Sertay - Vadim Sharlaimov  | [ 49 ] |
| 06/12/24 | Coupe du Prince Takamado, Takasaki          | CoM  | Fleuret | Indiv.  | Alessio Foconi                                                                       | Filippo Macchi                                                                      | Cheung Ka Long Alexander Massialas                                                 | [ 50 ] |
| 06/12/24 | Coupe du Prince Takamado, Takasaki          | CoM  | Fleuret | Par éq. | Italie- Guillaume Bianchi - Alessio Foconi - Giulio Lombardi (it) - Filippo Macchi   | États-Unis- Chase Emmer - Nick Itkin - Bryce Louie - Alexander Massialas            | France- Tyvan Bibard - Maximilien Chastanet - Rafaël Savin - Alexandre Sido        | [ 51 ] |
| 06/12/24 | Trophée Nuoma, Orléans                      | GP   | Sabre   | Indiv.  | Jean-Philippe Patrice                                                                | Colin Heathcock                                                                     | Farès Ferjani Sébastien Patrice                                                    | [ 52 ] |
| 10/01/25 | Challenge international de Paris, Paris     | CoM  | Fleuret | Indiv.  | Alessio Foconi                                                                       | Alexander Massialas                                                                 | Alexander Choupenitch Carlos Llavador                                              | [ 53 ] |
| 10/01/25 | Challenge international de Paris, Paris     | CoM  | Fleuret | Par éq. | Italie- Guillaume Bianchi - Alessio Foconi - Giulio Lombardi - Filippo Macchi        | Japon- Shunsuke Baba - Kazuki Iimura - Kyōsuke Matsuyama - Takahiro Shikine         | États-Unis- Chase Emmer - Nick Itkin - Bryce Louie - Alexander Massialas           | [ 54 ] |
| 10/01/25 | Grand Prix, Tunis                           | GP   | Sabre   | Indiv.  | Park Sang-won                                                                        | Sébastien Patrice                                                                   | Farès Ferjani Pavel Graudyn                                                        | [ 55 ] |
| 24/01/25 | Coupe du monde, Plovdiv                     | CoM  | Sabre   | Indiv.  | Oh Sang-uk                                                                           | Sébastien Patrice                                                                   | Sandro Bazadze Park Sang-won                                                       | [ 56 ] |
| 24/01/25 | Coupe du monde, Plovdiv                     | CoM  | Sabre   | Par éq. | France- Rémi Garrigue - Sébastien Patrice - Jean-Philippe Patrice - Maxime Pianfetti | États-Unis- Antonio Heathcock - Colin Heathcock - Daryl Homer - William Morrill     | Corée du Sud- Do Gyeong-dong - Ha Han-sol - Lim Jaeyonn - Park Sang-won            | [ 57 ] |
| 25/01/25 | Grand Prix du Qatar, Doha                   | GP   | Épée    | Indiv.  | Neisser Loyola                                                                       | Gergely Siklósi                                                                     | Davide Di Veroli Rubén Limardo                                                     | [ 58 ] |
| 06/02/25 | Coupe d'Heidenheim, Heidenheim an der Brenz | CoM  | Épée    | Indiv.  | Davide Di Veroli                                                                     | Tibor Andrásfi                                                                      | Mohamed El-Sayed Volodymyr Stankevych                                              | [ 59 ] |
| 06/02/25 | Coupe d'Heidenheim, Heidenheim an der Brenz | CoM  | Épée    | Par éq. | Japon- Kōki Kanō - Akira Komata - Ryū Matsumoto - Masaru Yamada                      | Israël- Yonatan Cohen - Yuval Shalom Freilech - Alon Sarid - Dov Ber Vilensky       | Suisse- Alexis Bayard - Théo Brochard - Hadrien Favre - Ian Hauri                  | [ 60 ] |
| 07/02/25 | Trophée INALPI, Turin                       | GP   | Fleuret | Indiv.  | Tommaso Marini                                                                       | Alexander Choupenitch                                                               | Carlos Llavador Abdelrahmam Tolba                                                  | [ 61 ] |
| 06/03/25 | Trophée Luxardo, Padoue                     | CoM  | Sabre   | Indiv.  | Jean-Philippe Patrice                                                                | Michele Gallo                                                                       | Ziad El-Sissy Oh Sang-uk                                                           | [ 62 ] |
| 06/03/25 | Trophée Luxardo, Padoue                     | CoM  | Sabre   | Par éq. | France- Rémi Garrigue - Sébastien Patrice - Jean-Philippe Patrice - Maxime Pianfetti | États-Unis- Silas Choi - Cody Walter Ji - Daryl Homer - Mitchell Saron              | Corée du Sud- Do Gyeong-dong - Ha Han-sol - Lim Jaeyonn - Park Sang-won            | [ 63 ] |
| 07/03/25 | Challenge des Pharaons, Le Caire            | CoM  | Fleuret | Indiv.  | Guillaume Bianchi                                                                    | Alexander Choupenitch                                                               | Gerek Meinhardt Youn Jeong-hyun                                                    | [ 64 ] |
| 07/03/25 | Challenge des Pharaons, Le Caire            | CoM  | Fleuret | Par éq. | Italie- Guillaume Bianchi - Alessio Foconi - Filippo Macchi - Tommaso Marini         | États-Unis- Miles Chamley-Watson - Nick Itkin - Gerek Meinhardt - Marcello Olivares | France- Pierre Loisel - Maxime Pauty - Rafaël Savin - Armand Spichiger             | [ 65 ] |
| 15/03/25 | Grand Prix Westend, Budapest                | GP   | Épée    | Indiv.  | Masaru Yamada                                                                        | Ian Hauri                                                                           | Mohamed El-Sayed Ma Se-geon                                                        | [ 66 ] |
| 22/03/25 | Grand Prix, Lima                            | GP   | Fleuret | Indiv.  | Filippo Macchi                                                                       | Guillaume Bianchi                                                                   | Nick Itkin Lee Kwang-hyun                                                          | [ 67 ] |
| 27/03/25 | Coupe du Monde,, Marrakech                  | CoM  | Épée    | Indiv.  | Gergely Siklósi                                                                      | Jakub Jurka                                                                         | Davide Di Veroli Samuel Imrek                                                      | [ 68 ] |
| 27/03/25 | Coupe du Monde,, Marrakech                  | CoM  | Épée    | Par éq. | Hongrie- Tibor Andrásfi - Zsombor Keszthelyi - Máté Koch - Gergely Siklósi           | Italie- Vlerio Cumuo - Davide Di Veroli - Guilio Gaetani - Giacomo Paolini          | France- Alexandre Bardenet - Paul Fortin - Nelson Lopez Pourtier - Luidgi Midelton | [ 69 ] |
| 28/03/25 | Coupe du Monde, Budapest                    | CoM  | Sabre   | Indiv.  | Sébastien Patrice                                                                    | Matyas Szabo                                                                        | Sandro Bazadze Ha Han-sol                                                          | [ 70 ] |
| 28/03/25 | Coupe du Monde, Budapest                    | CoM  | Sabre   | Par éq. | Égypte- Mohamed Amer - Mazen Elaraby - Ziad Elsissy - Adham Moataz                   | Hongrie- Csanád Gémesi - Krisztián Rabb - András Szatmári - Bertalan Tóth           | États-Unis- Antonio Heathcock - Colin Heathcock - Mitchell Saron - William Morrill | [ 71 ] |
| 02/05/25 | Coupe du Monde, Vancouver                   | CoM  | Fleuret | Indiv.  | Alexander Massialas                                                                  | Davide Filippi                                                                      | Maxime Pauty Mohamed El-Sayed                                                      | [ 72 ] |
| 02/05/25 | Coupe du Monde, Vancouver                   | CoM  | Fleuret | Par éq. | États-Unis- Nick Itkin - Gerek Meinhardt - Alexander Massialas - Bryce Louie         | Italie- Guillaume Bianchi - Alessio Foconi - Davide Filippi - Tommaso Marini        | France- Pierre Loisel - Maxime Pauty - Rafaël Savin - Anas Anane                   | [ 73 ] |
| 02/05/25 | Grand Prix, Séoul                           | GP   | Sabre   | Indiv.  | Krisztián Rabb                                                                       | Jean-Philippe Patrice                                                               | Sandro Bazadze Luca Curatoli                                                       | [ 74 ] |
| 09/05/25 | Grand Prix, Bogota                          | GP   | Épée    | Indiv.  | Akira Komata                                                                         | Ruslan Kurbanov                                                                     | Vadim Anokhin Luidgi Midelton                                                      | [ 75 ] |
| 16/05/25 | Grand Prix, Shanghai                        | GP   | Fleuret | Indiv.  | Ryan Choi                                                                            | Tommaso Marini                                                                      | Cheung Ka Long Giulio Lombardi                                                     | [ 76 ] |
| 23/05/25 | Ville de Madrid, Madrid                     | CoM  | Sabre   | Indiv.  | Sandro Bazadze                                                                       | Riccardo Nuccio                                                                     | Enrico Berrè Maxime Pianfetti                                                      | [ 77 ] |
| 23/05/25 | Ville de Madrid, Madrid                     | CoM  | Sabre   | Par éq. | France- Rémi Garrigue - Sébastien Patrice - Jean-Philippe Patrice - Maxime Pianfetti | Hongrie- Csanád Gémesi - Nicolas Iliasz - Krisztián Rabb - Bertalan Tóth            | Roumanie- Vlad Covaliu - Radu Nitu - Iulian Teodosiu - Razvan Ursachi              | [ 78 ] |
| 23/05/25 | Challenge Monal, Saint-Maur-des-Fossés      | CoM  | Épée    | Indiv.  | Alexandre Bardenet                                                                   | Gaétan Billa                                                                        | Davide Di Veroli Oleg Knysh                                                        | [ 79 ] |
| 23/05/25 | Challenge Monal, Saint-Maur-des-Fossés      | CoM  | Épée    | Par éq. | Japon- Kōki Kanō - Seiya Asami - Ryū Matsumoto - Masaru Yamada                       | Suisse- Alexis Bayard - Ian Hauri - Lucas Malcotti - Sven Vineis                    | Chine- Lan Minghao - Wang Zijie - Yan Fengming - Zhang Xinkun                      | ,      |
| 14/06/25 | Championnats d'Europe, Gênes                | ChZ  | Épée    | Indiv.  |                                                                                      |                                                                                     |                                                                                    |        |
| 14/06/25 | Championnats d'Europe, Gênes                | ChZ  | Épée    | Par éq. |                                                                                      |                                                                                     |                                                                                    |        |
| 14/06/25 | Championnats d'Europe, Gênes                | ChZ  | Fleuret | Indiv.  |                                                                                      |                                                                                     |                                                                                    |        |
| 14/06/25 | Championnats d'Europe, Gênes                | ChZ  | Fleuret | Par éq. |                                                                                      |                                                                                     |                                                                                    |        |
| 14/06/25 | Championnats d'Europe, Gênes                | ChZ  | Sabre   | Indiv.  |                                                                                      |                                                                                     |                                                                                    |        |
| 14/06/25 | Championnats d'Europe, Gênes                | ChZ  | Sabre   | Par éq. |                                                                                      |                                                                                     |                                                                                    |        |
| 17/06/25 | Championnats d'Asie, Bali                   | ChZ  | Épée    | Indiv.  |                                                                                      |                                                                                     |                                                                                    |        |
| 17/06/25 | Championnats d'Asie, Bali                   | ChZ  | Épée    | Par éq. |                                                                                      |                                                                                     |                                                                                    |        |
| 17/06/25 | Championnats d'Asie, Bali                   | ChZ  | Fleuret | Indiv.  |                                                                                      |                                                                                     |                                                                                    |        |
| 17/06/25 | Championnats d'Asie, Bali                   | ChZ  | Fleuret | Par éq. |                                                                                      |                                                                                     |                                                                                    |        |
| 17/06/25 | Championnats d'Asie, Bali                   | ChZ  | Sabre   | Indiv.  |                                                                                      |                                                                                     |                                                                                    |        |
| 17/06/25 | Championnats d'Asie, Bali                   | ChZ  | Sabre   | Par éq. |                                                                                      |                                                                                     |                                                                                    |        |
| 25/06/25 | Championnats d'Afrique, Lagos               | ChZ  | Épée    | Indiv.  |                                                                                      |                                                                                     |                                                                                    |        |
| 25/06/25 | Championnats d'Afrique, Lagos               | ChZ  | Épée    | Par éq. |                                                                                      |                                                                                     |                                                                                    |        |
| 25/06/25 | Championnats d'Afrique, Lagos               | ChZ  | Fleuret | Indiv.  |                                                                                      |                                                                                     |                                                                                    |        |
| 25/06/25 | Championnats d'Afrique, Lagos               | ChZ  | Fleuret | Par éq. |                                                                                      |                                                                                     |                                                                                    |        |
| 25/06/25 | Championnats d'Afrique, Lagos               | ChZ  | Sabre   | Indiv.  |                                                                                      |                                                                                     |                                                                                    |        |
| 25/06/25 | Championnats d'Afrique, Lagos               | ChZ  | Sabre   | Par éq. |                                                                                      |                                                                                     |                                                                                    |        |
| 24/06/25 | Championnats panaméricains, Rio de Janeiro  | ChZ  | Épée    | Indiv.  |                                                                                      |                                                                                     |                                                                                    |        |
| 24/06/25 | Championnats panaméricains, Rio de Janeiro  | ChZ  | Épée    | Par éq. |                                                                                      |                                                                                     |                                                                                    |        |
| 24/06/25 | Championnats panaméricains, Rio de Janeiro  | ChZ  | Fleuret | Indiv.  |                                                                                      |                                                                                     |                                                                                    |        |
| 24/06/25 | Championnats panaméricains, Rio de Janeiro  | ChZ  | Fleuret | Par éq. |                                                                                      |                                                                                     |                                                                                    |        |
| 24/06/25 | Championnats panaméricains, Rio de Janeiro  | ChZ  | Sabre   | Indiv.  |                                                                                      |                                                                                     |                                                                                    |        |
| 24/06/25 | Championnats panaméricains, Rio de Janeiro  | ChZ  | Sabre   | Par éq. |                                                                                      |                                                                                     |                                                                                    |        |
| 22/07/25 | Championnats du monde, Tbilissi             | ChM  | Épée    | Indiv.  |                                                                                      |                                                                                     |                                                                                    |        |
| 22/07/25 | Championnats du monde, Tbilissi             | ChM  | Épée    | Par éq. |                                                                                      |                                                                                     |                                                                                    |        |
| 22/07/25 | Championnats du monde, Tbilissi             | ChM  | Fleuret | Indiv.  |                                                                                      |                                                                                     |                                                                                    |        |
| 22/07/25 | Championnats du monde, Tbilissi             | ChM  | Fleuret | Par éq. |                                                                                      |                                                                                     |                                                                                    |        |
| 22/07/25 | Championnats du monde, Tbilissi             | ChM  | Sabre   | Indiv.  |                                                                                      |                                                                                     |                                                                                    |        |
| 22/07/25 | Championnats du monde, Tbilissi             | ChM  | Sabre   | Par éq. |                                                                                      |                                                                                     |                                                                                    |        |

## Classements généraux
Classements au 29 mai 2025, avant les championnats de zones.

### Épée
| Rang | Nom               | Points |
| ---- | ----------------- | ------ |
| 1    | Song Se-ra        | 189    |
| 2    | Eszter Muhari     | 173    |
| 3    | Giulia Rizzi      | 165    |
| 4    | Hadley Husisian   | 155    |
| 5    | Nelli Differt     | 133    |
| 6    | Alberta Santuccio | 129    |
| 7    | Kaylin Hsieh      | 124    |
| 8    | Vivian Kong       | 117    |
| 9    | Auriane Mallo     | 117    |
| 10   | Yu Sihan          | 114    |

| Rang | Nom          | Points |
| ---- | ------------ | ------ |
| 1    | Italie       | 392    |
| 2    | Chine        | 302    |
| 3    | Corée du Sud | 300    |
| 4    | France       | 292    |
| 5    | Pologne      | 274    |

| Rang | Nom              | Points |
| ---- | ---------------- | ------ |
| 1    | Mohamed El-Sayed | 180    |
| 2    | Kōki Kanō        | 177    |
| 3    | Gergely Siklósi  | 163    |
| 4    | Davide Di Veroli | 137    |
| 5    | Tibor Andrásfi   | 136    |
| 6    | Masaru Yamada    | 132    |
| 7    | Akira Komata     | 127    |
| 8    | Ruslan Kurbanov  | 123    |
| 9    | Neisser Loyola   | 121    |
| 10   | Samuel Imrek     | 117    |

| Rang | Nom        | Points |
| ---- | ---------- | ------ |
| 1    | Hongrie    | 388    |
| 2    | Japon      | 388    |
| 3    | France     | 288    |
| 4    | Italie     | 261    |
| 5    | Kazakhstan | 241    |

### Fleuret
| Rang | Nom               | Points |
| ---- | ----------------- | ------ |
| 1    | Lee Kiefer        | 267    |
| 2    | Martina Favaretto | 253    |
| 3    | Eleanor Harvey    | 236    |
| 4    | Arianna Errigo    | 210    |
| 5    | Anna Cristino     | 124    |
| 6    | Komaki Kikuchi    | 123    |
| 7    | Lauren Scruggs    | 123    |
| 8    | Yūka Ueno         | 122    |
| 9    | Éva Lacheray      | 110    |
| 10   | Flóra Pásztor     | 110    |

| Rang | Nom        | Points |
| ---- | ---------- | ------ |
| 1    | Italie     | 424    |
| 2    | États-Unis | 400    |
| 3    | Japon      | 314    |
| 4    | France     | 256    |
| 5    | Canada     | 254    |

| Rang | Nom                   | Points |
| ---- | --------------------- | ------ |
| 1    | Cheung Ka Long        | 207    |
| 2    | Tommaso Marini        | 198    |
| 3    | Nick Itkin            | 195    |
| 4    | Filippo Macchi        | 186    |
| 5    | Alexander Choupenitch | 171    |
| 6    | Alexander Massialas   | 170    |
| 7    | Guillaume Bianchi     | 158    |
| 8    | Mohamed Hamza         | 154    |
| 9    | Kazuki Iimura         | 150    |
| 10   | Abdelrahman Tolba     | 131    |

| Rang | Nom        | Points |
| ---- | ---------- | ------ |
| 1    | Italie     | 400    |
| 2    | États-Unis | 356    |
| 3    | Japon      | 324    |
| 4    | France     | 239    |
| 5    | Chine      | 230    |

### Sabre
| Rang | Nom                    | Points |
| ---- | ---------------------- | ------ |
| 1    | Jeon Ha-young          | 226    |
| 2    | Misaki Emura           | 218    |
| 3    | Yoana Ilieva           | 184    |
| 4    | Sarah Noutcha          | 141    |
| 5    | Déspina Georgiádou     | 130    |
| 6    | Manon Apithy-Brunet    | 129    |
| 7    | Lucía Martín-Portugués | 117    |
| 8    | Theodóra Gkountoúra    | 114    |
| 9    | Luca Szűcs]            | 111    |
| 10   | Choi Se-bin            | 108    |

| Rang | Nom          | Points |
| ---- | ------------ | ------ |
| 1    | France       | 356    |
| 2    | Hongrie      | 304    |
| 3    | Ukraine      | 300    |
| 4    | Corée du Sud | 300    |
| 5    | Japon        | 294    |

| Rang | Nom                   | Points |
| ---- | --------------------- | ------ |
| 1    | Oh Sang-uk            | 239    |
| 2    | Sébastien Patrice     | 204    |
| 3    | Farès Ferjani         | 199    |
| 4    | Jean-Philippe Patrice | 177    |
| 5    | Park Sang-won         | 165    |
| 6    | Luca Curatoli         | 163    |
| 7    | Sandro Bazadze        | 159    |
| 8    | Michele Gallo         | 141    |
| 9    | Shen Chenpeng         | 131    |
| 10   | Matyas Szabo          | 120    |

| Rang | Nom          | Points |
| ---- | ------------ | ------ |
| 1    | Corée du Sud | 368    |
| 2    | Hongrie      | 338    |
| 3    | France       | 336    |
| 4    | États-Unis   | 300    |
| 5    | Iran         | 248    |

## Statistiques
Tableaux des médailles masculin et féminin global des épreuves de coupe du monde et Grands Prix, hors satellites et grands championnats.
| Rang  | Nation | Or | Argent | Bronze | Total |
| ----- | ------ | -- | ------ | ------ | ----- |
| 1     |        |    |        |        |       |
| Total |        |    |        |        |       |

| Rang  | Nation | Or | Argent | Bronze | Total |
| ----- | ------ | -- | ------ | ------ | ----- |
| 1     |        |    |        |        |       |
| Total |        |    |        |        |       |